# Elvis Sings the Wonderful World of Christmas
Elvis Sings the Wonderful World of Christmas – album studyjny Elvisa Presleya z 1971 roku, który to był jego drugim świątecznym albumem po Elvis’ Christmas Album z 1957 roku.

## Lista utworów
| 1.  | O Come, All Ye Faithful                    | 2:49  |
|     |                                            |       |
| 2.  | The First Noel                             | 2:11  |
|     |                                            |       |
| 3.  | On A Snowy Christmas Night                 | 2:50  |
|     |                                            |       |
| 4.  | Winter Wonderland                          | 2:20  |
|     |                                            |       |
| 5.  | The Wonderful World Of Christmas           | 1:59  |
|     |                                            |       |
| 6.  | It Won't Seem Like Christmas (Without You) | 2:43  |
|     |                                            |       |
| 7.  | I'll Be Home On Christmas Day              | 3:50  |
|     |                                            |       |
| 8.  | If I Get Home On Christmas Day             | 2:54  |
|     |                                            |       |
| 9.  | Holly Leaves And Christmas Trees           | 2:14  |
|     |                                            |       |
| 10. | Merry Christmas Baby                       | 5:45  |
|     |                                            |       |
| 11. | Silver Bells                               | 2:03  |
|     |                                            |       |
| 12. | If Every Day Was Like Christmas            | 2:34  |
|     |                                            |       |
|     |                                            | 34:12 |
|     |                                            |       |